# Consórcio Metropolitano de Transportes da Grande Porto Alegre
O CMT - Consórcio Metropolitano de Transportes da Região Metropolitana de Porto Alegre (conhecida por TM - Transversal Metropolitana) é uma associação entre as empresas privadas operadoras do transporte metropolitano da Grande Porto Alegre e a Metroplan, autarquia do Governo do Rio Grande do Sul responsável pelo transporte intermunicipal de quatro grandes regiões do Estado, entre eles a Grande POA.

## História e abrangência
O primeiro consórcio similar ao CMT (TM) foi a Avenida do Trabalhador, criada em 1994 pelo Governo do Estado em parceria com a Vicasa e a SOUL, com a finalidade de ser uma alternativa barata que não necessitasse passagem pelo Centro Histórico de Porto Alegre; tratava-se de uma linha que ligava a Restinga ao bairro Mathias Velho em Canoas, passando por Alvorada, Cachoeirinha e a Zona Nordeste de Porto Alegre. Em 2000, esta foi integrada com mais duas linhas à Transversal Metropolitana. No mesmo ano, foram criadas mais duas linhas, uma ligando Guaíba a Alvorada e outra de Taquara a Dois Irmãos, no Vale dos Sinos, via Sapiranga e Novo Hamburgo.

### Rotas
- TM1, antiga "Avenida do Trabalhador";  Acordo de OperaçãoSOUL, Sogil, VICASA e Viamão: Restinga (Porto Alegre) - Mathias Velho (Canoas) via Alvorada e Cachoeirinha
- TM2; acordo de operação SOUL, Sogil e Viamão: Terminal Agronomia (POA) - ULBRA (Canoas) via Viamão, Alvorada, Gravataí, Cachoeirinha e Esteio
- TM3; Acordo de Operação Central, Real Rodovias e Viamão: Terminal Avenida Antônio de Carvalho (POA) - São Leopoldo via Viamão, Alvorada (Passo da Figueira e Distrito Industrial de Alvorada), Gravataí, Sapucaia do Sul e Unisinos
- TM5; Acordo de Operação SOUL e Expresso Rio Guaíba: De Alvorada até o centro de Guaíba, via Fiergs, Aeroporto Salgado Filho e BR-290

### Rota extinta
- TM4; Acordo de Operação Citral, Sinoscap, Socaltur, Viação Montenegro S.A. e Wendling: Taquara - Dois Irmãos via Araricá, Nova Hartz, Parobé,  Sapiranga, Novo Hamburgo, Estância Velha e Ivoti. Extinta por falta de demanda.[carece de fontes?]